# Саратовская улица (Москва)
Сара́товская у́лица — улица в Юго-Восточном административном округе города Москвы на территории районов Текстильщики и Рязанский. Проходит от Люблинской улицы за Волжский бульвар. Нумерация домов ведётся от Люблинской улицы. Справа примыкают 1-й и 2-й Саратовские проезды.

## Происхождение названия
Названа 20 мая 1964 года по городу Саратов в связи с расположением на юго-востоке Москвы. Прежнее название Люблинская улица дано в 1958 году по близлежащему городу Люблино, не входившему тогда в состав Москвы. В 1964 году название Люблинская перенесли на улицу, к которой примыкала Саратовская.

## История
Улица возникла в 1952 году и являлась северной границей застройки района, где строили «дома СДС». В первой половине 1950-х годов вся чётная сторона улицы была застроена четырёх- пятиэтажными домами. В 1960 — 70-е годы застроена нечётная сторона улицы.
В 1995 году продлена за Волжский бульвар вдоль границы микрорайона «Волжский» (квартал 115А Рязанского района), застроенного домами серии П3-М восемью годами позднее.

## Здания и сооружения
По нечётной стороне:
- № 1 корп. 2 — Библиотека ЮВАО № 137 им. Фурманова
- № 19 — Школа-интернат № 65
- № 21 — Школа-интернат № 105

По чётной стороне:
- № 16а — Школа № 1367, корпус 3
- № 18/10 — Библиотека ЦАО № 81

| - Дом № 8/1 - Арка дома № 16 - Школа № 1367, корпус 3 - Дом № 18 |

## Транспорт
В 500 м от начала улицы находятся станции метро «Текстильщики» Таганско-Краснопресненской линии и «Текстильщики» Большой кольцевой линии и платформа Текстильщики Курского направления МЖД. По улице проходят маршруты автобусов № 350,703. В конце улицы находятся их конечные остановки.